# Parque nacional Jirisan
Parque nacional Jirisan (en coreano: 지리산국립공원) es un parque nacional en Corea del Sur, ubicado en los límites de la provincia de Jeollanam-do, Jeollabuk-do y Gyeongsangnam-do. Jirisan fue el primer espacio en ser designado como un parque nacional en Corea del Sur, en 1967. También es el mayor parque terrestre nacional en el país con énfasis en la conservación de la biodiversidad, un programa de conservación del oso asiático negro y un programa de restauración pionero de áreas dañadas por el uso excesivo.